# Kineschma
Kineschma (russisch Кинешма) ist eine russische Stadt mit 88.164 Einwohnern (Stand: 14. Oktober 2010) in der Oblast Iwanowo.
Sie liegt rund 350 km nordöstlich von Moskau und erstreckt sich am rechten Ufer der Wolga auf einer Länge von gut 15 km. Die Gebietshauptstadt Iwanowo befindet sich rund 100 km südwestlich von Kineschma. Die nächstgelegene Stadt ist Sawolschsk, drei Kilometer nördlich von Kineschma am gegenüberliegenden Wolga-Ufer.

## Geschichte

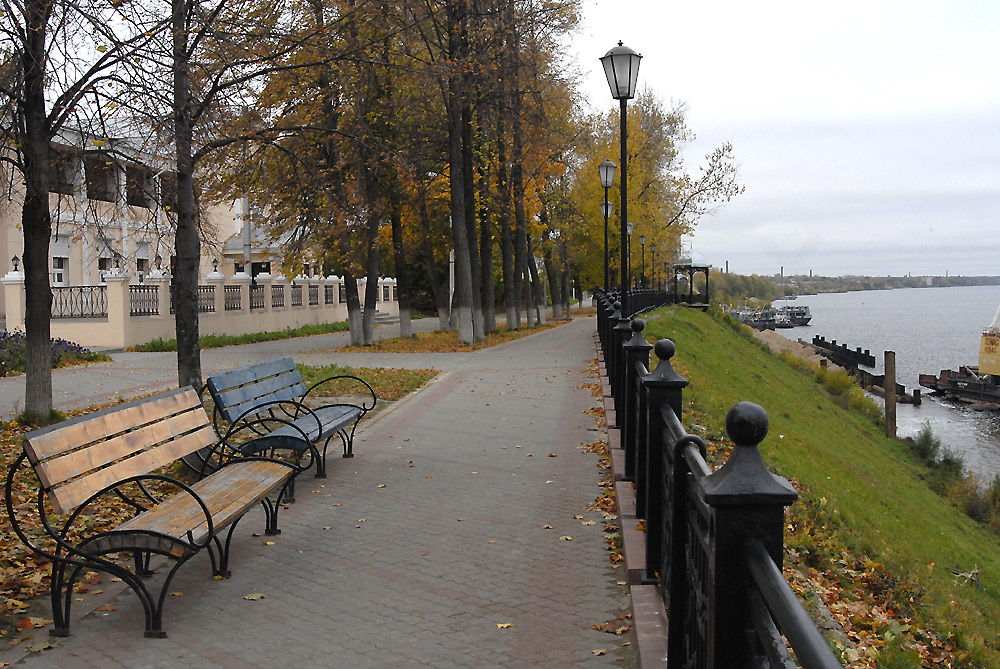
Wolgaufer in Kineschma

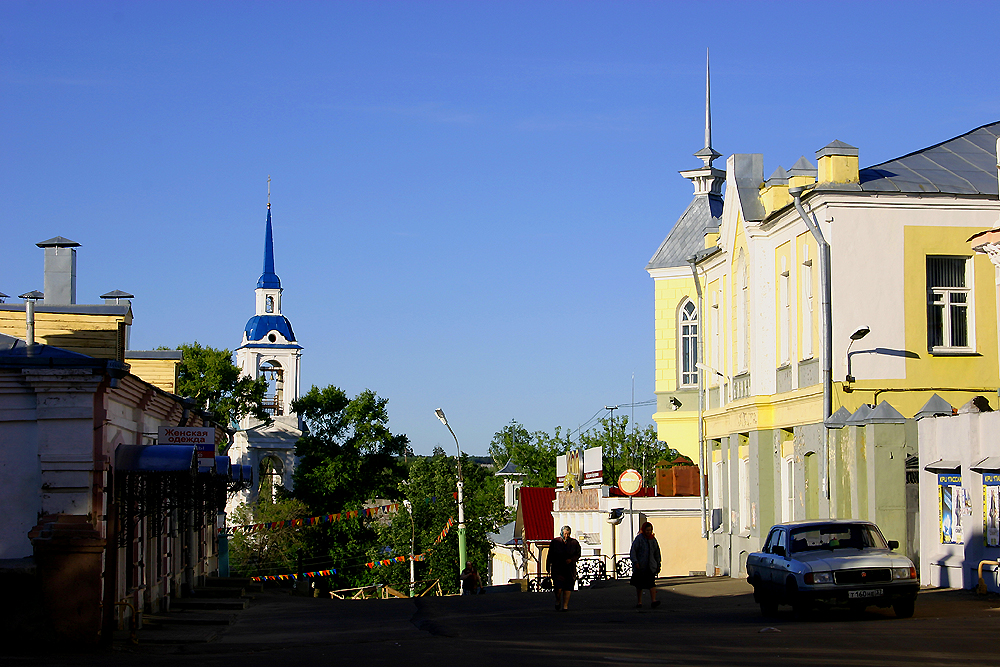
Altstadt

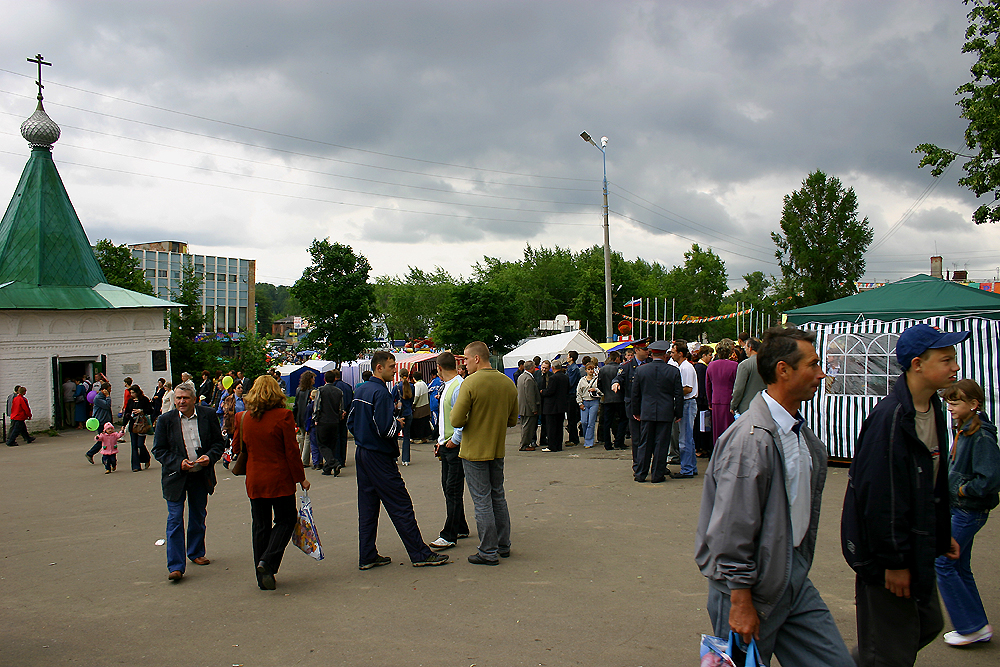
Stadtfest 2005

Erste Ansiedelungen nahe der heutigen Stadt existierten spätestens seit dem 2. Jahrhundert v. Chr. Damals war die Gegend von Merja besiedelt, einem finno-ugrischen Volk, dessen Sprache der Ortsname (wörtlich übersetzt „tiefes Gewässer“) entstammt. Erste schriftliche Erwähnungen Kineschmas in russischen Urkunden gab es im Jahre 1429, als der Ort von Tataren überfallen und verwüstet wurde. 1504 gehörte Kineschma bereits zum Großfürstentum Moskau und war ein vor allem vom Fischfang geprägtes Dorf.
Wie in anderen Städten der Region um Iwanowo begann hier Anfang des 18. Jahrhunderts die Baumwollverarbeitung Einzug zu halten, und 1758 entstand im Ort die erste Textilmanufaktur. Bei Kineschma kam noch die Lage an der Wolga hinzu, die zum Aufbau eines Hafens führte. Der Ort entwickelte sich durch die Textilindustrie und den Handel und erhielt 1777 den Status einer Kreisstadt. 1871 erhielt Kineschma einen Eisenbahnanschluss, der die Stadt direkt mit Moskau verband. Gegen Ende des 19. Jahrhunderts war Kineschma bereits ein wichtiges Zentrum der Textilindustrie mit rund 5000 Einwohnern. Neben Textilfabriken gab es im Ort eine Eisengießerei sowie kleinere Chemiefabriken.
1936 wurde Kineschma in die Oblast Iwanowo eingegliedert.
Am 19. September 1971 wurde auf der weiter östlich liegenden Nord-Uferseite bei Galkino (etwa 40 km entfernt von Kineschma) eine unterirdische Atombombe (Globus-1) mit 2,3 Kilotonnen Sprengkraft gezündet. Die Sprengung diente geologischen Versuchen, endete aber in einer Katastrophe, da unerwartet eine kontaminierte Wolke an die Oberfläche kam. Zudem spülte Wasser der Wolga an den Ort der Sprengung.

### Bevölkerungsentwicklung
| Jahr | Einwohner |
| ---- | --------- |
| 1897 | 7.575     |
| 1939 | 75.165    |
| 1959 | 87.214    |
| 1970 | 95.603    |
| 1979 | 101.326   |
| 1989 | 105.037   |
| 2002 | 95.233    |
| 2010 | 88.164    |

Anmerkung: Volkszählungsdaten

## Wirtschaft und Verkehr

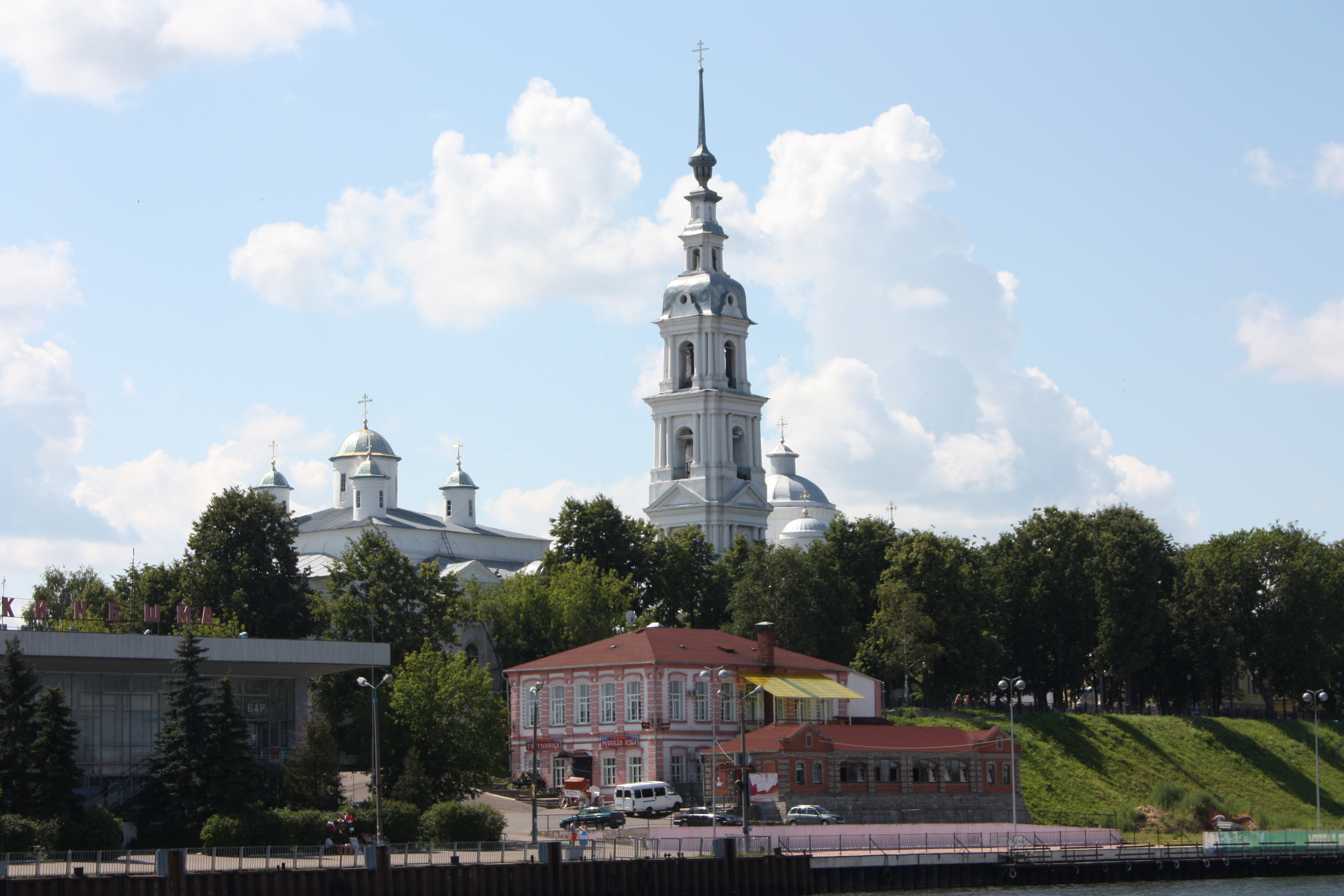
Dreifaltigkeits-Entschlafenskathedrale

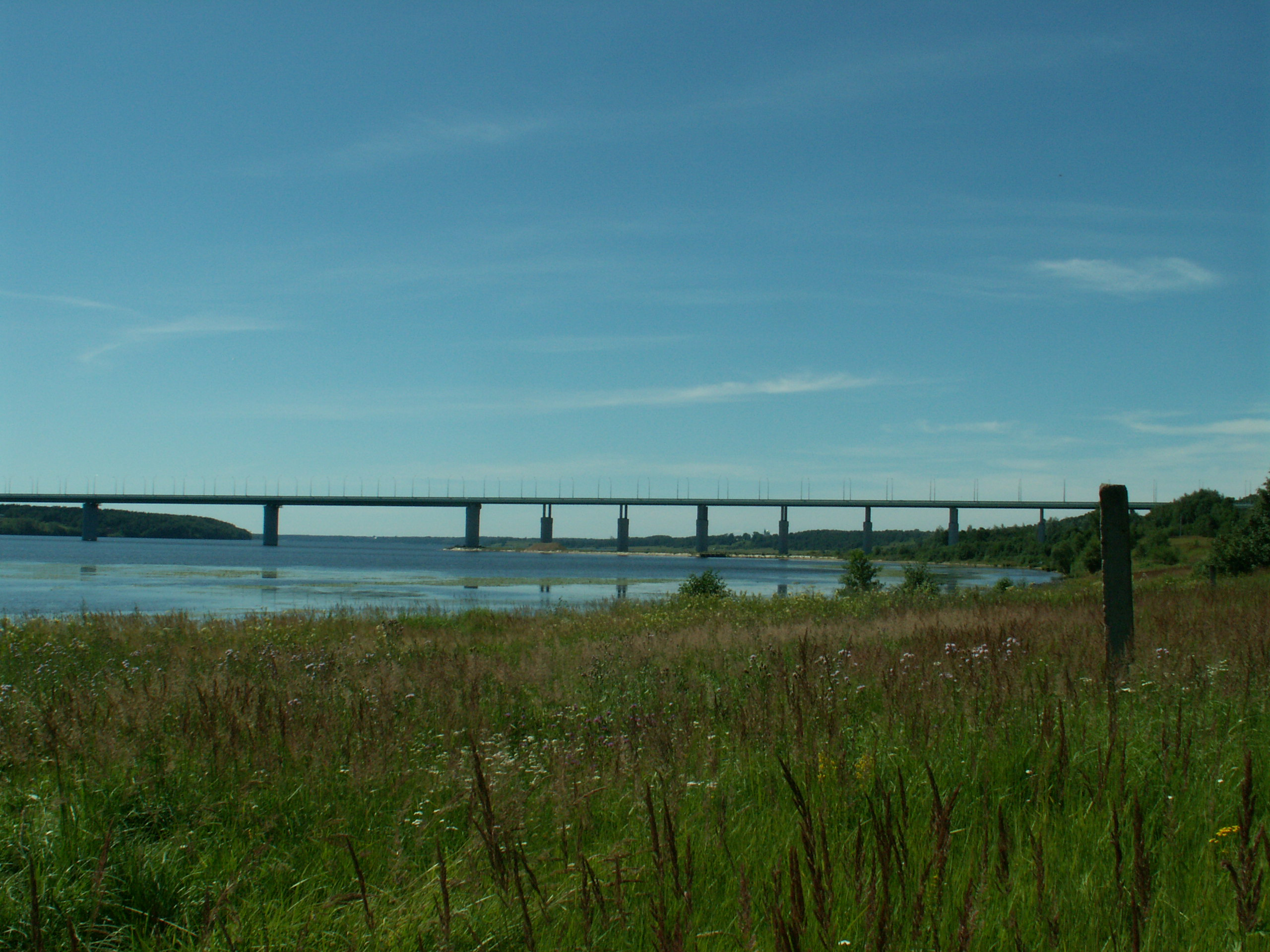
Neue Wolgabrücke

Heute zählen nach wie vor die Textilindustrie, die Holzverarbeitung und die chemische Industrie zu den wichtigsten Wirtschaftszweigen, daneben kommt dem Flusshafen Bedeutung zu. Allerdings zählt der Iwanowoer Oblast heutzutage zu den ärmsten Regionen Zentralrusslands, seit mit dem Niedergang der Sowjetunion die meisten Betriebe der Leichtindustrie zum Stillstand kamen.
2003 wurde nahe Kineschma eine neue Autobrücke über die Wolga fertiggestellt, durch die sich die Straßenverbindung unter anderem ins benachbarte Sawolschsk verbessert hat. Vier Jahre nach Eröffnung ging der Flusshafen bankrott. Der Fährdienst wurde eingestellt. Eine weitere Wolga-Brücke dient dem Eisenbahnverkehr, der Kineschma mit Iwanowo und über Nebenstrecken der Transsib auch mit anderen russischen Städten verbindet. Eine Fahrt mit dem Zug von Kineschma nach Moskau (Jaroslawler Bahnhof) dauert etwa neun Stunden.
Im Sommer wird Kineschma zweimal wöchentlich mit einem gut halbstündigen Hubschrauberflug an Kostroma angebunden.
Fuhren die Einwohner Kineschmas früher fast ausschließlich Autos aus russischer oder deutscher Produktion, so haben die Japanimporte (Rechtslenker) nun Hochkonjunktur und stellen nun einen beinahe so hohen Anteil wie die deutschen Fahrzeuge. Im öffentlichen Verkehr fahren innerhalb der Stadt fast ausschließlich Kleinbusse von privaten Unternehmen. Große Reisebusse werden für die Fahrt in andere Städte verwendet.

## Weiterführende Bildungseinrichtungen
- Fakultät des Moskauer Maschinenbauinstituts
- Filiale der Moskauer Staatlichen Industriellen Universität

## Söhne und Töchter der Stadt
- Alexei Krutikow (1895–1949), Generalleutnant[2]
- Sergei Kljugin (* 1974), Leichtathlet
- Andrei Tereschin (* 1982), Leichtathlet
- Jekaterina Smirnowa (* 1990), Crosslauf-Sommerbiathletin